# Astragalus plagiophacos
Astragalus plagiophacos är en ärtväxtart som beskrevs av Maassoumi och Dieter Podlech. Astragalus plagiophacos ingår i släktet vedlar, och familjen ärtväxter. Inga underarter finns listade i Catalogue of Life.